# Aspergillus restrictus
Aspergillus restrictus är en svampart som beskrevs av George Smith 1931. 
Aspergillus restrictus ingår i släktet Aspergillus och familjen Trichocomaceae.   Inga underarter finns listade i Catalogue of Life.